# Католикос-патријарх Грузије
Католикос-патријарх све Грузије титула је предстојатеља Грузинске православне цркве. Предстојатељ Грузинске цркве једини од свих православних предстојатеља носи титулу католикоса.
Грузинска црква је такође једна од најстаријих, која стоји одмах иза Руске цркве у диптиху Цркава. Данас је на њеном челу католикос-патријарх Илија II (од 1977).
Резиденција предстојатеља Грузинске цркве налази се у Сионском сабору у Тбилисију.